# The Spectator (1711)
 For alternative betydninger, se The Spectator (flertydig). (Se også artikler, som begynder med The Spectator)
The Spectator var et engelsk tidsskrift grundlagt af Joseph Addison og Richard Steele. Det udkom dagligt i 1711-1712
Bladet blev startet efter at de to havde mødt hinanden i Charterhouse School. En fætter til Addison, Eustace Budgell, bidrog også til bladet. Hvert blad eller 'nummer' bestod af ca. 2,500 ord, og den originale serie bestod af 555 numre. Det blev i seks måneder i 1714 genoplivet af Addison alene, dog kun tre gange om ugen.

## Mål
The Spectators fastsatte mål var at "levendegøre moralisering med humor, og at tage spidsen af humoren med moralisering ... at bringe filosofi ud af bogskabene og bibliotekerne, skolerne og universiteterne, at få den til at gro i klubberne og forsamlingerne, ved te-bordene og kaffehusene."  Bladets egen idë om at læserne burde opfatte bladet som "en del af te-udstyret" og ikke at forlade hjemmet om morgenen uden at have læst det blev berømt i samtiden. En af bladets vigtigste funktioner var at give læserne lærde, velgennemtænkte samtaleemner, og at give god råd i hvordan de skulle gebærde sig når de skulle føre samtaler og socialt samvær i tidens bornerte stil. Forfatterne af The Spectator videreførte de engelske oplysningsfilosoffers ideer ved at være fortaler for familie, ægteskab og høflighed.

## Læserne
The Spectator blev læst vidt og bredt trods oplagets størrelse på 3,000 eksemplarer. Addison anslog selv, at hvert nummer blev læst af 60,000 af Londons indbyggere. Det var ca. en tiendedel af Londons indbyggertal. Nutidige litteraturhistorikere anser disse tal for sandsynlige, da langt de fleste af læserne ikke var faste abonnenter, men gæster på de talrige coffeehouses (kaffehuse) i byen, som førte de populærste tidsskrifter og aviser. Disse læsere kom fra et bredt udsnit af den sociale rangstige, men bladet var først og fremmest skrevet for Englands hastigt voksende middelklasse – købmænd og handelsmænd, store som små. Jürgen Habermas anser The Spectator for med i den "strukturelle transformation af det offentlige rum", som skete i England i det 18. århundrede. Selv om The Spectator erklærede sig for politisk neutral, er dets holdninger nok det liberale britiske whig partis.
The Spectator blev læst i det 18. århundrede og langt op i det 19. århundrede, og blev blandt andet skelsættende for det engelske sprog. Dets kombination af moralisering og underholdning gjorde den også til en klassiker for senere tider.
Den danske litteraturhistoriker Hakon Stangerup betegner Spectator-litteraturen som begyndelsen til udviklingen af den moderne roman. Før Spectator-tidsskrifterne var barok-romanen, med dens eventyrlige og ofte overnaturlige handling, den mest udbredt form for læsning. Men med den nye retning introduceredes samtiden og personer som var taget ud fra læsernes egen hverdag i litteraturen. De senere grundlæggere af den engelske roman, Henry Fielding og Oliver Goldsmith har selv flere gange erkendt inspirationen fra Addison og Steeles tidsskrift.

## Fiktive personer iThe Spectator
Oprindeligt var planen at bladet skulle være en engelsk efterligning af den franske filosof og essayist Jean de La Bruyères værk Caractères fra 1688, men bladet udviklede snart sin egen stil og genre, ikke mindst på grund af de mange gennemgående personer som skabtes til tidsskriftet.
Et af de første påfund i The Spectator er dets fiktive fortæller, Mr. Spectator. Det første nummer er forbeholdt hans livshistorie. Mr. Spectator taler selv meget lidt og foretrækker at kommunikere via ansigtsmimik. Hans meget upåfaldende ydre gør ham i stand til at begå sig overalt i samfundet og udføre sin rolle som "tilskuer" (spectator). Han kommmenterer sine medborgeres forskellige skikke, mærkværdigheder og sociale faux pas. Han noterer sig også ironien i, hvor ordrig hans prosa i bladet er, i forhold til hans fåmælthed.
Det andet nummer af The Spectator introducerer medlemmerne af 'The Spectator Club', en klub for Mr. Spectators nære venner. De udgør en mængde bifiguerer, som 'The Spectator' kan benytte sig af i sine historier og som eksempler på social opførsel. For at kunne udforme en altomfattende etik på området kommer de fra alle samfundslag. Den bedst kendte er Sir Roger de Coverley, en engelsk adelig fra den dronning Annes tid. Han er en gammeldags gentleman fra landet, og blev fremstillet så sympatisk, men lettere latterlig, at hans konservative tory overbevisning syntes harmløs og fjollet. Will Honeycomb er en forfører (rake), som "altid er klar til den slags samtale som mænd normalt bruger til at underholde damer." Han bliver omvendt nær slutningen af The Spectator hvor han bliver gift. Andrew Freeport er en handelsmand, og der er desuden en general og en præst in Spectatorklubben.